# San Julian
San Julian é um município de  quinta classe de renda municipal (d) na província Samar Oriental, nas Filipinas. De acordo com o censo de 1 de maio  de  2020 possui uma população de 14 800 pessoas e 3 736 domicílios.